# Les Bleus de la marine (film)
Pour les œuvres portant le même titre, voir Les Bleus de la marine.
Pour plus de détails, voir Fiche technique et Distribution.
Les Bleus de la marine est un film français réalisé par Maurice Cammage, sorti en 1934

## Synopsis
Le bateau « Le Victorieux » a perdu deux bleus de son équipage dans Toulon. Pourchassés par la patrouille, ils se déguisent et prennent le train qui doit amener un délégué gouvernemental à l'inauguration d'un monument. Pris pour les officiels, ils font les discours et... la fête, jusqu'à ce qu'on les démasque. Ils finissent cette folle journée au fond de la cale de leur bateau.

## Fiche technique
- Titre : Les Bleus de la marine
- Réalisation : Maurice Cammage
- Scénario, adaptation et dialogues : Jean Manse
- Décors : Robert Saurin
- Directeur de la photographie : Julien Ringel
- Son : Jean Dubuis
- Chansons :
  - C'est dans la mama, de Roger Dumas (musique), Jean Manse et Maurice Cammage (paroles), interprétée par Fernandel
  - Dans la Flotte, de Roger Dumas (musique), Jean Manse et Georges Koger, interprétée par Fernandel
- Musique : Vincent Scotto et Roger Dumas
- Production : Fortuna-Films
- Producteur : Jules Calamy
- Directeur de production : Félix Méric
- Distribution : Les Films Cinéfi, Agence Centrale Cinématographiqye, Les Films Lutétia (au cinéma), Tamasa Distribution (ventes mondiales), Film Office (en VHS), StudioCanal (en DVD)
- Tournage en juin et juillet 1934
- Pays d'origine : France
- Langue : français
- Format : Noir et blanc - Son mono - 1,37:1 - 35 mm
- Genre : Comédie
- Durée : 98 minutes
- Visa de censure No 1320 du 31 août 1940.
- Date de première présentation :
  -  France : 26 septembre 1934 à Marseille et 6 octobre 1934 à Paris

## Distribution
- Fernandel : Lafraise, un marin du « Victorieux »
- Gaston Ouvrard : Plumard, un marin du « Victorieux »
- Colette Darfeuil : Germaine Pelageon
- Georges Péclet : Le commandant du « Victorieux »
- Philippe Hersent : L'aspirant
- Andrex : Le lieutenant
- Renée Dennsy : Hortense
- Anthony Gildès : Le maire
- Édouard Delmont : Le premier-maître
- Pierrette Marly : La femme de chambre
- Suzanne Dehelly : Elyane
- Louis Rollin : Le patron du bar
- Darcelys : Un ancien
- Louis Florencie : Mr Pelageon, le pharmacien
- Paul Marthès : Le premier adjoint
- Charblay : L'hercule
- Jean Kolb : Le docteur
- Max Lerel : Le potard
- Pierre Ferval : Un marin
- Jean Valroy
- Albert Malbert
- Marcel Melrac